# Гірка (стадіон)
Стадіон «Гірка» — стадіон у місті Івано-Франківськ. Вміщує 2400 глядачів. Стадіон був домашньою ареною клубу «Тепловик» (Івано-Франківськ).

## Історія
Стадіон «Сокіл II» у Станиславові побудований 1927 року, належав місцевому однойменному спотирвному товариству. Перший стадіон Станиславова, на якому була бігова доріжка. До 1939 року стадіон був домашньою ареною клубу «Стшелец Гурка» (Станиславів), який до 1935 року мав назву «Гурка» (Станиславів). З приходом радянських військ у вересні 1939 року стадіон перейшов у власність Спортивного товариства «Локомотив» (Залізничники), оскільки він розташовувався поблизу Центрального вокзалу. З 1940 по 1987 році на стадіоні грав «Локомотив» (Івано-Франківськ), в зв'язку з чим арена мала назву «Локомотив». У 90-х роках XX століття стадіон переживав занепад. У 2000 році стадіон перейшов у власність комунального підприємства «Теплокомуненерго». За кошти компанії було здійснено ремонт, придбано електронне табло, встановлено пластикові сидіння та змонтований дах над центральною трибуною. Стадіону повернули історичну назву «Гірка» (пол. Górka), яка символізувала назву району, в якому він розташовувався. З 2000 року на стадіоні проводила свої домашні матчі аматорська команда «Тепловик» (Івано-Франківськ). Вміщує 2400 глядачів, у тому числі й 342 індивідуальних місць.